# Ancyrona diversa
Ancyrona diversa là một loài bọ cánh cứng trong họ Trogossitidae. Loài này được Pic mô tả khoa học năm 1921.